# Mitică Pricop
Mitică Pricop (* 25. Oktober 1977 in Constanța) ist ein ehemaliger rumänischer Kanute.

## Erfolge
Mitică Pricop nahm zweimal an Olympischen Spielen teil. Sein Olympiadebüt gab er 2000 in Sydney mit Florin Popescu in zwei Wettbewerben im Zweier-Canadier. Über 500 Meter qualifizierten sie sich nach einem Sieg in ihrem Vorlauf direkt für den Endlauf. Diesen beendeten sie nach 1:54,260 Minuten auf dem dritten Platz, hinter den siegreichen Ungarn Ferenc Novák und Imre Pulai sowie den Polen Daniel Jędraszko und Paweł Baraszkiewicz, womit sie sich die Bronzemedaille sicherten. Noch erfolgreicher verlief der Wettkampf auf der 1000-Meter-Strecke, auf der sie ebenfalls ihren Vorlauf gewannen. Im Finale setzten sie sich in einer Rennzeit von 3:37,355 Minuten mit einem Vorsprung von 1,4 Sekunden vor den Kubanern Ibrahim Rojas und Leobaldo Pereira sowie den drittplatzierten Deutschen Stefan Uteß und Lars Kober durch, die weitere 2,4 Sekunden später das Ziel erreichten. Pricop und Popescu erhielten als Olympiasieger daher die Goldmedaille. Bei den Olympischen Spielen 2004 in Athen ging Pricop nur im Einer-Canadier auf der 1000-Meter-Distanz an den Start. Nach einem vierten Platz im Vorlauf schied er im Halbfinale schließlich als Fünfter aus und verpasste dadurch den Einzug ins Finale.
Bei Weltmeisterschaften gelangen Pricop 1999 in Mailand seine ersten Medaillengewinne. Im Vierer-Canadier belegte er über 200 Meter den dritten sowie über 500 Meter und über 1000 Meter jeweils den zweiten Platz. Es folgte 2001 in Posen der Gewinn der Bronzemedaille im Zweier-Canadier über 500 Meter mit Florin Popescu. Seinen ersten Weltmeistertitel gewann Pricop 2002 in Sevilla, als er im Vierer-Canadier auf der 500-Meter-Strecke Erster wurde. Darüber hinaus sicherte er sich in diesem über 200 Meter Bronze. Diesen Erfolg – Gold über 500 Meter und Bronze über 200 Meter – wiederholte er im Vierer-Canadier auch bei den Weltmeisterschaften 2003 in Gainesville.
Insgesamt neun Medaillen gewann Pricop bei Europameisterschaften. 1999 belegte er in Zagreb im Zweier-Canadier über 200 Meter mit Ionel Averian ebenso den zweiten Platz wie im Vierer-Canadier auf der 200-, der 500- und auch der 1000-Meter-Strecke. Zwei Jahre darauf wurden er und Florin Popescu in Mailand im Zweier-Canadier über 500 Meter und über 1000 Meter jeweils Europameister. Darüber hinaus schloss er den Wettkampf im Vierer-Canadier über 200 Meter nochmals auf dem zweiten Platz ab. Im Vierer-Canadier gewann er auf der 1000-Meter-Distanz schließlich 2002 in Szeged und 2004 in Posen jeweils die Silbermedaille.
Nach den Olympischen Spielen 2004 beendete er seine aktive Karriere und wurde Kanutrainer.